# Kanton Sinnamary
Kanton Sinnamary is een kanton van het Franse departement Frans-Guyana. Kanton Sinnamary maakt deel uit van het arrondissement Cayenne en telt 3.560 inwoners (2007).

## Gemeenten
Het kanton Sinnamary omvat de volgende gemeenten:
- Saint-Élie
- Sinnamary (hoofdplaats)